# Budakeszierdő
Budakeszierdő ([ˈbudɒkɛsiɛɾdøː]) est un quartier de Budapest situé dans les 2e et 12e arrondissement de Budapest, à la frontière avec Budakeszi. Il est desservi en partie par le Gyermekvasút sur le János-hegy.